# Jean-Baptiste Poncet-Delpech
Pour les articles homonymes, voir Poncet et Delpech.
 (mai 2017).
Jean-Baptiste Poncet-Delpech, né le 12 septembre 1743 à Montauban et mort dans la même ville le 11 mars 1817 est un homme politique, avocat, magistrat, économiste, homme de lettres, poète, musicien, franc-maçon et peintre français. Il est député du tiers état aux états généraux de 1789, membre de l’Assemblée constituante, membre du conseil des Cinq-Cents, président du tribunal civil de Montauban. Il prête le serment du jeu de Paume. Il se consacre majoritairement au Quercy et plus particulièrement à Montauban devant l’Assemblée constituante. Il défend notamment le projet de création d’un département autour de sa ville natale à laquelle il est très attaché. Aux Cinq-cents, il a un rôle d’ordre national.
Poncet-Delpech s’intéresse aux beaux arts et publie des poésies tout au long de sa vie. Il fréquente les hommes politiques de son temps comme les artistes.

## Biographie

### Contexte familial

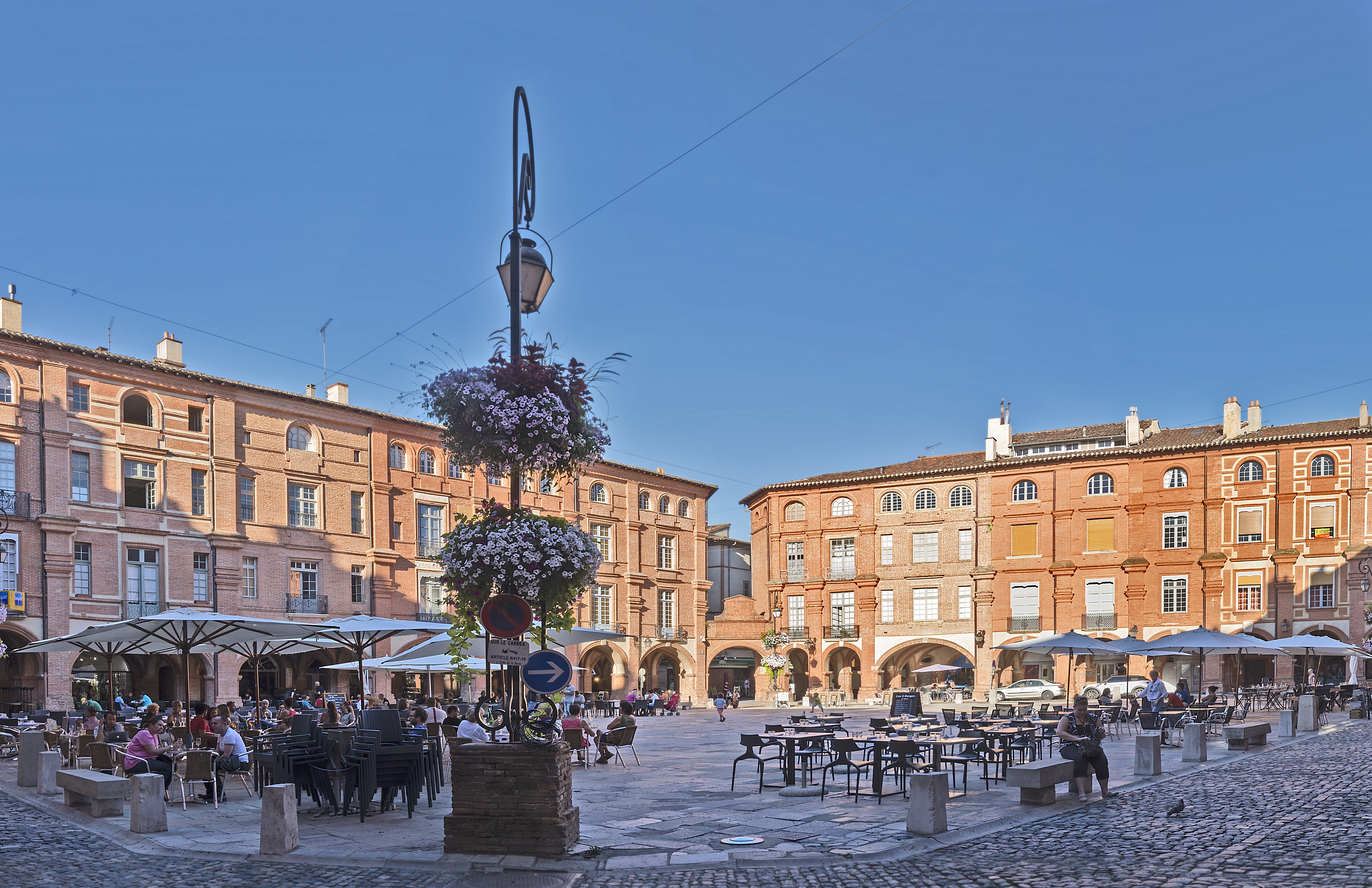
Place Nationale à Montauban, anciennement Place Royale où naquit Poncet-Delpech

Jean-Baptiste Poncet-Delpech est né le 12 septembre 1743 dans une maison de la Place Nationale à Montauban au sein d’une famille notable de cette ville. Il est le fils d’Antoine Poncet, négociant, juge de la bourse, et de Jeanne Delpech. Jean-Baptiste est l’arrière petit fils de Guillaume Poncet, reçu maître orfèvre à Montauban en 1624, résidant rue de la sabaterie. Un de ses grands oncles, Michel Poncet, fut maître libraire à Montauban.
Les enfants Poncet, sept frères et sœurs sont élevés dans le catholicisme. Deux frères de Poncet-Delpech deviennent religieux :
- Jean Louis Poncet, vicaire général du diocèse de Lodève
- Jean Poncet, bénédictin du diocèse de Montauban

Pendant la révolution, les deux frères Poncet partent pour l'Espagne munis de passeports. Ils figurent sur la liste des émigrés radiés et sur celle des prêtres déportés du 6 frimaire an VII (26 novembre 1798).
Jean-Baptiste Poncet-Delpech épouse, par amour, le 20 juin 1770, à Montauban, Marie Forestier fille d’Antoine Forestier, avocat général à la cour des aides de Montauban, second consul de Montauban et de Marie Descaussat. Un arrière grand père de Marie Forestier, Samuel Dubois, est un célèbre imprimeur Montalbanais, actif dans la seconde moitié du XVIIe siècle, comme son grand oncle François Descaussat, actif au début du XVIIIe siècle.
Le couple a une fille en la personne de Marie Antoinette Mélanie née le 11 août 1773 à Montauban. Elle épouse le 22 novembre 1796, à Montauban, Jean Arnoux, avocat, commissaire du Directoire Exécutif de la municipalité de Saint-Porquier puis Juge Royal.
Marie Forestier meurt le 18 août 1774, à l'âge de 29 ans laissant Poncet-Delpech dans une profonde tristesse.
Poncet-Delpech  se remarie le 7 juin 1779 dans l’église Saint-Michel de Bordeaux avec Marguerite Sophie Desquilbé, native de Saint Domingue, fille de Nicolas Desquilbé, négociant et de Marie Garnier.
Joseph Marie Saint Cyr Poncet-Delpech naît de cette union le 8 mai 1780 à Montauban. Comme son père, il officiera dans l’art littéraire. Ces œuvres les plus marquantes sont le poème Mes quatre âges (1805) et un recueil de Fables pour les vieux enfants (1851).
Joseph-Eugène Poncet-Delpech, descendant de Jean-Baptiste, sera un artiste peintre dont quelques toiles feront partie de l’exposition des beaux arts de Montauban de 1877.

### La montée en puissance de l’avocat de Montauban
Poncet-Delpech intègre le pensionnat des Jésuites à Toulouse. Au terme de sa formation, il hésite à gagner la compagnie de Jésus. Pourtant, fort d’une solide éducation littéraire, il entre à l’école de droit et suit les cours de l’école des beaux arts en amateur. Il prête le serment d’avocat le 5 mai 1766 et entame une brillante carrière d’avocat en homme intègre. Il est remarqué par ses pères pour son éloquence et la qualité de ses plaidoyers comme en témoignent les nombreux imprimés conservés à la bibliothèque de Montauban.
Poncet-Delpech participe à plusieurs procès notoires au niveau local et national qui contribuent à lui établir une solide et bonne réputation :
- En 1771, dans le procès où Linguet défend Charlotte Camp contre son mari Charles de Bombelles, Poncet-Delpech rédige plusieurs mémoires en faveur de Charlotte Camp et persuade celle-ci d’engager un procès. Ce procès fut un argument en faveur de la signature de l’édit de tolérance par Louis XVI en 1787.
- En 1772, Il défendit deux clercs, Dom Martin et Dom Mohic, devant leur hiérarchie

Ses succès au barreau lui valent les éloges de l’avocat et homme de lettres Simon-Nicolas-Henri Linguet.
Poncet-Delpech devient procureur du roi en 1773.
Marie Forestier meurt le 18 août 1774, à l'âge de 29 ans. Poncet-Delpech, perclus de tristesse écrit plusieurs poèmes en hommage à son amour perdu : Mervire, ou ma Femme,  le veuf inconsolable.
En 1777, Poncet-Delpech participe à la fondation du Journal d’annonces et avis divers de Montauban. Ce journal traite notamment de littérature et de beaux-arts. Poncet-Delpech y publie quelques-unes de ses compositions, sous le nom de plume de « l’habitant de Mirabel ».
En 1779, Necker crée l’Assemblée provinciale de Haute-Guyenne sur le territoire de la généralité de Montauban. Poncet-Delpech s’engage alors dans l’économie et critique cette nouvelle administration en publiant divers pamphlets et brochures.
Pendant ces années où il exerce sa profession d’avocat, Poncet-Delpech rédige un ouvrage dans lequel il retranscrit toutes les décisions juridiques d’intérêt qui lui serviront à la jurisprudence. Il est en cela un précurseur du Dalloz.
Poncet-Delpech est élu bâtonnier le 28 mai 1788.

### Député aux États généraux de 1789 et à l’assemblée constituante
En 1789, il est le principal rédacteur du cahier de doléances du tiers état de Montauban et publie un livre d’instruction à l’usage des députés. À la suite de cela, le 23 mars 1789, il est logiquement élu député de la province du Quercy aux États généraux de 1789.
Il se rend à Paris puis à Versailles et participe attentivement aux réunions plénières de l’assemblée. Chaque semaine, il rend compte scrupuleusement des débats de l’assemblée dans une  « Lettre à ses commettants »  qui est publiée dans le Journal national de Montauban.

Jacques-Louis David, le Serment du Jeu de paume (Musée du château de Versailles)

Poncet-Delpech est député de l’Assemblée Constituante de 1789 de sa création jusqu’à sa dissolution au soir du 30 septembre 1791. Il ne participe pas à l’Assemblée Législative.
Jean-Baptiste Poncet-Delpech fait partie des 578 députés du tiers état qui prêtent serment dans la salle du jeu de paume le 20 juin 1789. Il part en députation à Paris pour y rétablir le calme le 16 juillet 1789. Alors monarchiste modéré, Poncet-Delpech assiste avec enthousiasme à l’abolition des privilèges durant la nuit du 4 août 1789. Il participe à la commission sur l'organisation du pouvoir judiciaire et à la rédaction de ce projet présenté à l’Assemblée Constituante.
Fin 1789, lors des débats sur la création des départements, Poncet-Delpech se bat pour que soit créé un département ayant pour préfecture Montauban. Malgré l’aide apportée par Jean-Isaac Combes-Dounous, cette tentative échoue. Le département du Lot est formé à partir de l’ancienne province du Quercy et Montauban a le statut de sous-préfecture. Il faudra attendre 1808 pour que Montauban soit la préfecture du nouveau département de Tarn-et-Garonne.
Il remet à l’assemblée l’adresse des non-catholiques de Montauban le 6 février 1790.
Il est nommé pour assister à un Te Deum à Notre-Dame le 22 septembre 1791.
Ses actions à l’Assemblée constituante sont très majoritairement en faveur de Montauban.

### Retour dans le Quercy
À la dissolution de l’Assemblée constituante, Jean-Baptiste Poncet-Delpech revient dans sa ville natale.
Le 21 novembre 1793 (1er décadi de frimaire an II), Montauban célèbre le culte de la Raison dans sa cathédrale. Depuis la chaire servant de tribune, Poncet-Delpech, prononce un long discours très applaudi, dans lequel il fait l'éloge de la Raison et de la tolérance religieuse. Il proclame : "C'est la raison qui nous fait préférer la République, parce que c'est dans la République seulement que la Démocratie peut exister."
En 1794, Poncet-Delpech fait partie de la Société Populaire de  Montauban. Le 19 janvier (30 Nivôse An II), il prononce le discours pour l’inauguration des bustes de Brutus, Louis-Michel Lepeletier et Jean-Paul Marat. Son discours reçoit les louanges de maintes sociétés populaires à travers la France.
Le 29 juin 1794 (10 messidor an II), il prononce un discours pour la fête du genre humain au temple de l’Être suprême de Montauban.
Le 15 décembre 1794, Poncet-Delpech est élu président du tribunal du district de Montauban.
Le 20 décembre 1794 (30 frimaire an III), Poncet-Delpech est nommé président de la Société populaire de Montauban.
Poncet-Delpech écrit à son ancien collègue, le conventionnel Armand-Gaston Camus pour lui faire part de la situation dans laquelle les fluctuations des assignats mettent les fonctionnaires publics. Camus dans sa réponse du 20 juillet 1795 (2 thermidor An IV) accorde que leur traitement leur soit payé pour moitié en blé.
Le 1er février 1796 est inaugurée l’école centrale du Lot située à Cahors. Poncet-Delpech y est nommé professeur de législation mais est absent lors de la cérémonie d’ouverture. Il prend possession de sa chaire le 5 mars 1796 et prononce à cette occasion un discours dans lequel il déclare son attachement sincère à la République et sa haine de la royauté. Poncet-Delpech ne fait qu’un bref séjour à Cahors. Il loge d’abord dans la Grand’rue avant d’intégrer son logement de fonction à l’école. Les affaires de l’État le rappellent à Paris. Ayant toujours préféré Montauban à Cahors, il qualifiera la cité cadurcienne dans un de ses poèmes de « Triste cahors ».

### Conseil des Cinq-Cents
Le 13 avril 1797 (24 germinal an V), Jean-Baptiste Poncet-Delpech est élu au Conseil des Cinq-Cents pour le département de Tarn-et-Garonne avec 85 voix pour 108 votants par une scission de l’assemblée électorale du département du Lot. Cependant, sa nomination est annulée par la majorité du corps législatif, où domine alors le club de Clichy, auquel Poncet-Delpech est vraisemblablement opposé. Après le Coup d'État du 18 fructidor an V (4 septembre 1797), le club de Clichy est dissous et Poncet-Delpech rejoint alors enfin le Conseil des Cinq-Cents.

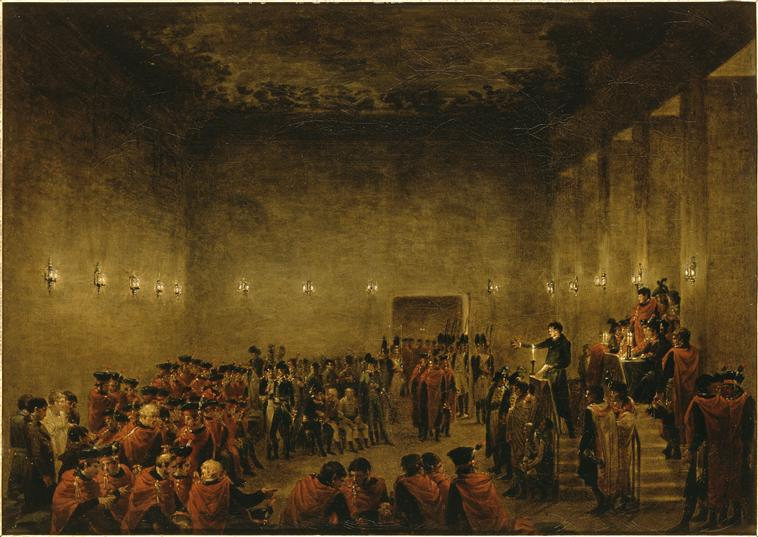
Le 18 Brumaire, La salle des Cinq-Cents à Saint-Cloud, par Jacques Henri Sablet

Pendant son mandat, Poncet-Delpech établit plusieurs rapports parlementaires, notamment sur des massacres de prisonniers survenus à Versailles en 1792, ou la vente des domaines nationaux.
Dans la séance du 16 prairial an VI (4 juin 1798), Poncet-Delpech fait adopter un projet visant à attribuer 6000 francs en indemnités de frais de voyage à deux élus du corps législatif pour Saint Domingue, déclarés inadmissibles.
En 1798, son rapport sur l'effet rétroactif du décret des 25 octobre & 14 novembre 1791 concernant les substitutions fut cité comme un modèle de raison et de justice.
Après le coup d'État du 18 brumaire an VIII (9 novembre 1799), Jean-Baptiste Poncet-Delpech est exclu du Conseil des Cinq-Cents qui est dissous par Bonaparte.

### Fin de la vie politique, Magistrature et arts
Au lendemain du coup d'État du 18 brumaire an VIII, Poncet-Delpech décide d’arrêter la politique et se consacre aux arts et à la magistrature. Il retourne dans sa ville natale, puis revient brièvement à Paris, le temps pour lui de décrocher la présidence du tribunal civil de Montauban en jouant de ses relations. Pendant cette période, il profite pleinement du renouveau artistique de la capitale. Il va voir des pièces de théâtre classiques (le Cid, Phèdre…) ou contemporaines (Il est à la première d’Hécube de Milcent) jouées par les comédiens phares de l’époque comme Fleury, Talma, Raucourt ou Monvel. Il assiste à des opéras (Tarare de Beaumarchais) ou à des ballets. Il visite les musées du Louvre et des Petits Augustins. Poncet-Delpech est parmi les premiers visiteurs à admirer, au Louvre au début 1800, Hercule qui vient de sortir Alceste des Enfers de Jean-Baptiste Regnault et les Sabines de Jacques-Louis David. Poncet-Delpech et David sont d’ailleurs familiers l’un de l’autre. Il visite l’atelier du peintre François Sablet, frère de Jacques Sablet. Poncet-Delpech étant lui-même peintre, Sablet lui donne à cette occasion, des conseils sur des techniques picturales.
Poncet-Delpech est nommé par Bonaparte président du tribunal civil de Montauban le 25 mars 1800 (4 germinal an VIII). Il conserve cette fonction jusqu’à son admission à la retraite en 1817.
Il quitte Paris pour Montauban à la fin juin 1800.
Comme son premier beau-père, Antoine Forestier, Poncet-Delpech est membre de la Société des sciences et des arts de Montauban. Il occupe le poste de secrétaire général puis est élu président de cette société le 21 mai 1801 (1er prairial an IX). Il en restera président durant plus de 15 ans, jusqu’à son décès.
Dans les années 1806 et 1807, il collabore au Journal du Lot en publiant des poésies et des articles littéraires.
Le roi Louis XVIII lui accorde 900 francs de pension pour son départ en retraite à partir du 1er janvier 1817.
Après avoir reçu les derniers sacrements de M. Capmas, prêtre de Saint Jacques de Montauban, Jean-Baptiste Poncet-Delpech meurt le 11 mars 1817 dans son logement de la rue du vieux collège. Poncet-Delpech possédait en outre un hôtel particulier rue Notre dame à Montauban et une villa à Montbeton.

## Idéologie

### Franc-maçonnerie
Dès son plus jeune âge, Poncet-Delpech fréquente les milieux francs-maçons de sa ville natale et va rapidement devenir un membre incontournable des loges montalbanaises.
En 1762, Poncet-Delpech est membre de loge de La Concorde à l’orient de Montauban.
En 1772, un schisme s’opère au sein de la loge de la Concorde. Poncet-Delpech prend la tête d’un des deux mouvements. La loge de la Concorde se scinde en deux loges, chacune d’elles gardant le nom de Concorde. Le Grand Orient de France intervient en faveur de la loge de Poncet-Delpech. En 1775 naît alors la loge de la Constance. Poncet-Delpech en est le vénérable maître. Il quitte cette fonction  en 1776 et la retrouve en 1778 pour un an. En 1779, Poncet-Delpech appartient à loge de La Bonne Foy. En 1783, il ne figure plus parmi les membres des loges montalbanaises.
Jean-Baptiste Poncet-Delpech compose une chanson destinée à ses frères maçons : le Cantique de la Paix. Le 2 frimaire an X (23 novembre 1801), les francs-maçons montalbanais célèbrent la paix de Lunéville et Bonaparte par une grande cérémonie, suivie d’un banquet et d’un bal. À cette occasion, Jean-Marie-Joseph Ingres, père du peintre Jacques-Louis David, y chante le cantique de la Paix de Poncet-Delpech de sa voix de ténor.
La bibliothèque personnelle de Poncet-Delpech qui contenait un intéressant fond maçonnique fut versée à la bibliothèque de Nègrepelisse avant d’être transférée à celle de  Montauban.

### Courants politiques
Catholique de naissance et de tradition, il meurt en ayant reçu les sacrements catholiques. Son fils Joseph Saint Cyr sera royaliste et un catholique militant. Il respecte le culte de cette religion sans avoir de fortes croyances, ni même vraiment s’y intéresser. Il sera cependant  favorable à la constitution civile du clergé.
Poncet-Delpech, idéologiquement, se rangea toujours du côté de la majorité tout au long de sa carrière, comme nombre de ces contemporains, députés ou bourgeois. Il est monarchiste modéré en 1789 puis milite à la tête des modérés lors de la Convention thermidorienne. Il redevient républicain après avoir perdu les élections aux assemblées primaires de fructidor an III (août 1795) et le demeure jusqu’au coup d'État du 18 Brumaire. Il encensera par la suite Napoléon et Louis XVIII.

## Publications

### Iconographie

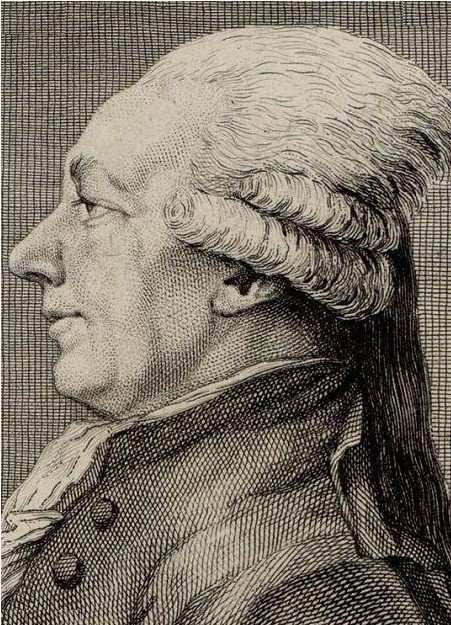
Jean-Baptiste Poncet-Delpech, Dessin In-8 par Perrin gravé par Massard.

Au moins six représentations de Jean-Baptiste Poncet-Delpech ont été réalisées aux XVIIIe et XIXe siècles :
- Dessin in-4 par Devouge.
- Gravure in-4, dirigé à droite, chez Levachez à Paris,
- Dessin in-8 par Dejabin, de profil
- Dessin In-8 par Perrin, gravé par Massard.
- Dessin In-8 par Jeanne Dabos, gravé par Auguste Sandoz (exemplaire de Versailles)
- Médaillon in-12, dirigé à gauche chez Basset A Paris.

Un portrait de Poncet-Delpech a été montré au public lors de l’exposition des beaux arts de Montauban de 1877. En 2018, un portrait en pied de Poncet-Delpech vêtu d'une cape rouge et réalisé par le peintre Laurent Dabos est acquis par le musée de la Révolution française.

### Œuvres
En plus de ses talents politiques d’orateurs, Jean-Baptiste Poncet-Delpech, à son époque est reconnu en tant que poète, peintre, musicien, compositeur. Diverses œuvres ont été publiées : mémoires judiciaires, poésies, éloges funèbres, rapports parlementaires, discours, journaux de vie, mémoires :
- Planche à tracer des travaux des véritables frères de la Concorde, Oriens de Montauban (1773)
- Elite de bons mots, de calembours et d’anecdotes (1786)
- Instruction pour les députés aux États Généraux (1789)
- Lettres à mes commettants, publiées dans le Journal national de Montauban (1789 à 1791).
- Essai sur le joli dans la nature et les arts (vers 1807)

#### Pamphlets et brochures
- Les Comment, ou Abrégé des objections faites contre le compte-rendu par M. Necker, en forme de questions (1781)
- Bavardage patriotique sur l'administration provinciale de Haute-Guyenne, et sur les administrations collectives en général (1782)
- Bavardage à Faribole, ou Réponse au pamphlet, qui a pour titre : Lettre à l'auteur de la brochure intitulée : Bavardage patriotique sur l'administration provinciale de la Haute-Guyenne (1782)
- Lettre d’un administrateur de la Haute-Guyenne (1782)

#### Poèmes
- Mervire, ou ma femme (1774)
- Le veuf inconsolable
- La fauvette (1800)

Divers poèmes publiés dans 
- Journal Encyclopédique
- Journal de Nancy
- Mercure
- Journal d’annonces et avis divers de Montauban
- Journal du Lot

#### Rapport parlementaire
- L’effet rétroactif du décret des 25 octobre & 14 novembre 1791 concernant les substitutions (1798)

#### Discours
- Éloge funèbre de Michel Lepelletier, député à la Convention Nationale, prononcé le 3 février 1793 (1793)
- Éloge funèbre de Marat (1793)
- Discours Prononcé à la Tribune de la Société Populaire de  Montauban, le décadi 30 Nivôse, de l’An 2  pour l’Inauguration des Bustes de Brutus, de Lepelletier & de Marat (1794).